# XXVIII Festival Internacional de la Canción de Viña del Mar
El XXVIII Festival de la Canción de Viña del Mar o simplemente  Viña '87 , se realizó del 11 al 16 de febrero de 1987 en el anfiteatro de la Quinta Vergara, en Viña del Mar, Chile. Fue transmitido por Televisión Nacional de Chile y animado por Antonio Vodanovic y coanimado por Pamela Hodar.

## Desarrollo

### Día 1 (Miércoles 11)
- Apertura
- Soda Stereo
- Luis Jara
- Gloria del Paraguay
- Eddie Money

### Día 2 (Jueves 12)
- Eddie Money
- Irene Llano
- Fabio Junior
- Jorge Cruz
- Soda Stereo

### Día 3 (Viernes 13)
- Pandora
- Raphael
- G.I.T.

### Día 4 (Sábado 14)
- Raphael
- Luis Dimas
- Upa!
- Ernesto Ruiz "El Tufo"
- Manoella Torres
- Pachuco y la Cubanacán

### Día 5 (Domingo 15)
- Tavares
- Cinema
- Pandora
- Air Supply

### Día 6 (Lunes 16)
- Air Supply
- Tavares
- G.I.T.

## Jurado internacional
- Maitén Montenegro
- Fernando Alarcón
- Willy Arthur
- Ivan Block
- Carmen Ibáñez
- Luis Dimas
- Catherine Paoa
- Erich Bulling (Presidente)
- Graciela Alfano
- Rocío Banquells
- Gloria del Paraguay
- Fabio Junior

## Competencias
Internacional:
- 1.er lugar:  Italia, Kiss me, de Antonio y Ana María Salvatore, interpretada por Desa.[1]
- 2.º lugar:  Japón, I gave you my love, de Shun Ishi Tokura y Masaaki Suguiyama, interpretada por Shigeru Matsuzaki.
- 3.er lugar:  Australia, Easy to love, de Russel Clifton, interpretada por Penni Pavlakis.

- Mejor Interprete: Penni Pavlakis  Australia
- Mejor Arreglo Orquestal: Shun Ishi Tokura  Japón

Folclórica:
- 1.er lugar: Rapa Nui mi amor, de Ignacio Millán y María Teresa Díaz, interpretada por Lorena y el conjunto Manu Rere.